# جبل حديفة
جبل حَدِيفَة جبل يقع شمال غربي ولاية قابس من الجنوب الشرقي التونسي، شمال غربي مدينة المطوية وشمال شط الفجاج وشرق جبل حشيشينة. يبلغ ارتفاعه 579 م.ولا يسكن بالجبل أحد باستثناء بعض القبائل البدوية المتنقلة .